# 신희섭 (신경과학자)
신희섭(申喜燮, 1950년 7월 29일~)은 대한민국의 신경과학자이다. 기초과학연구원 인지 및 사회성연구단 단장직과 한국과학기술연구원 뇌과학연구소 소장직을 지냈으며, 2006년에 대한민국 국가과학자에 선정되었다.

## 수상
- 2004년: 호암상[4][5]
- 2004년: 국민훈장 동백장[6][7]
- 2004년: AFH 렉처십상
- 2005년: 대한민국 최고과학기술인상[8]